# نوکیا ان۹۷
نوکیا ان۹۷ یک گوشی از سری ان شرکت نوکیا است که در تاریخ ۲ دسامبر ۲۰۰۸ معرفی شد. ان۹۷ دومین تلفن همراه لمسی نوکیا (بعد از ۵۸۰۰) بر پایه پلت‌فرم سری ۶۰ است. دارای نمایشگر بزرگ ۳٫۵ اینج با وضوح تصویر ۶۴۰×۳۶۰ پیکسل، حسگر نزدیکی برای خاموش‌شدن خودکار صفحه و حسگر شتاب‌سنج برای چرخش خودکار صفحه است. مجهز به دوربین ۵ مگاپیکسل با فلاش ال‌ئی‌دی دوتایی و عدسی کارل زایس است. سازگار با سامانه بازی‌های ان-گیج، دارای جی‌پی‌اس، شبکه محلی بی‌سیم، رادیو اف‌ام، بلوتوث و از جاوا هم پشتیبانی می‌کند. سیستم‌عامل ان۹۷ سیمبیان نسخه ۹٫۴ و واسط کاربری سری ۶۰ ویرایش پنجم است.

## مشخصات کلی
| عمومی                   |                                                                              |
| تاریخ معرفی             | ۲ دسامبر ۲۰۰۸                                                                |
| شبکه نسل دوم            | جی‌اس‌ام ۸۵۰ / ۹۰۰ / ۱۸۰۰ / ۱۹۰۰                                               |
| شبکه نسل سوم            | اچ‌اس‌دی‌پی‌ای ۹۰۰ / ۱۹۰۰ / ۲۱۰۰                                                 |
| ظاهری                   |                                                                              |
| ابعاد                   | ۱۵٫۹×۵۵٫۳×۱۱۷٫۲ میلی‌متر                                                      |
| وزن                     | ۱۵۰ گرم                                                                      |
| رنگ                     | سفید، مشکی                                                                   |
| شکل                     | کشویی                                                                        |
| نمایشگر                 |                                                                              |
| نوع                     | تی‌اف‌تی لمسی، ۱۶٫۷ میلیون رنگ                                                 |
| اندازه                  | ۳٫۵ اینچ                                                                     |
| دقت                     | ۶۴۰×۳۶۰ پیکسل                                                                |
| قابلیت‌ها                | حسگر نزدیکی برای خاموش‌شدن خودکار صفحه حسگر شتاب‌سنج برای چرخش خودکار          |
| دوربین                  |                                                                              |
| کیفیت                   | ۵ مگاپیکسل                                                                   |
| اندازه تصویر            | ۱۹۴۴×۲۵۹۲ پیکسل                                                              |
| فیلم‌برداری              | وی‌جی‌ای، ۴۸۰×۶۴۰ پیکسل ۳۰ فریم بر ثانیه                                       |
| فلاش                    | ال‌ئی‌دی دوتایی                                                                |
| قابلیت‌ها                | بزرگ‌نمایی دیجیتالی ۴ برابر، عدسی کارل زایس، فوکوس خودکار                     |
| دوربین دوم              | وی‌جی‌ای برای مکالمه تصویری                                                    |
| باتری                   |                                                                              |
| نوع                     | باتری لیتیوم یون ۱۵۰۰ میلی‌آمپرساعت (BP-4L)                                   |
| زمان آماده‌باش           | ۴۳۲ ساعت (نسل ۲) ۴۰۸ ساعت (نسل ۳)                                            |
| زمان مکالمه             | ۹ ساعت و ۳۰ دقیقه (نسل ۲) ۶ ساعت (نسل ۳)                                     |
| چندرسانه‌ای              |                                                                              |
| پخش موسیقی              | MP3/WMA/WAV/RA/AAC/M4A                                                       |
| پخش ویدئویی             | WMV/RV/MP4/3GP                                                               |
| رادیو                   | رادیو اف‌ام استریو با آردی‌اس                                                  |
| حافظه                   |                                                                              |
| حافظه رم                | ۱۲۸ مگابایت                                                                  |
| حافظه داخلی             | ۳۲ گیگابایت                                                                  |
| کارت حافظه              | میکرو اس‌دی، قابلیت افزایش تا ۱۶ گیگابایت                                     |
| زنگ گوشی                |                                                                              |
| نوع                     | پلی‌فونیک، ام‌پی‌تری                                                            |
| لرزاننده                | دارد                                                                         |
| مدیریت تماس             |                                                                              |
| دفترچه تلفن             | نامحدود                                                                      |
| گزارش تماس‌ها            | با جزئیات، حداکثر ۳۰ روز                                                     |
| فرمان و شماره‌گیری صوتی  | دارد                                                                         |
| نمایش تصویر تماس گیرنده | دارد                                                                         |
| ارتباطی                 |                                                                              |
| جی‌پی‌آراس                | کلاس ۳۲                                                                      |
| اچ‌اس‌سی‌اس‌دی              | دارد                                                                         |
| ئی‌دی‌جی‌ئی                | کلاس ۳۲                                                                      |
| ۳جی                     | اچ‌اس‌دی‌پی‌ای، ۳٫۶ مگابیت بر ثانیه                                              |
| شبکه محلی بیسیم         | دارد                                                                         |
| بلوتوث                  | دارد، نسخه ۲                                                                 |
| فروسرخ                  | ندارد                                                                        |
| یواس‌بی                  | میکرو یواس‌بی نسخه ۲                                                          |
| نرم‌افزاری               |                                                                              |
| سیستم‌عامل               | سیمبیان ۹٫۴                                                                  |
| واسط کاربری             | سری ۶۰ ویرایش پنجم                                                           |
| پشتیبانی جاوا           | دارد                                                                         |
| سایر                    |                                                                              |
| پردازنده                | ARM 11 434 MHz                                                               |
| جی‌پی‌اس                  | دارد به همراه پشتیبانی ای-جی‌پی‌اس                                             |
| پیام‌رسانی               | پیام‌کوتاه، پیام چندرسانه‌ای، پست الکترونیکی، پیام فوری                        |
| پست الکترونیکی          | آی‌ام‌ای‌پی، پی‌ئوپی۳، اس‌ام‌تی‌پی                                                  |
| مرورگر اینترنت          | اچ‌تی‌ام‌ال، اکس‌اچ‌تی‌ام‌ال، وی‌ای‌پی                                                |
| نمایش مستندات           | پی‌دی‌اف، ورد، اکسل، پاورپوینت                                                 |
| بازی                    | دارد، سازگاری با بازی‌های ان-گیج                                              |
|                         | تی۹ ویرایشگر تصویر و ویدئو ورودی صوتی ۳٫۵ میلی‌متر خروجی تلویزیون تشخیص دست‌خط |